# Irving Reis
Pour les articles homonymes, voir Reis.
Irving Reis (né le 7 mai 1906 à New York, État de New York - mort le 3 juillet 1953 à Los Angeles, Californie) est un acteur de la radio, un réalisateur de films, un directeur de la photographie et un scénariste américain. Parmi ses films on cite Vous qui avez vingt ans, et la version de 1948 de Ils étaient tous mes fils d'après  la pièce d'Arthur Miller.

## Filmographie partielle

### comme réalisateur
- 1940 : One Crowed Night
- 1940 : I'm Still Alive
- 1940 : Footlight Fever
- 1941 : Le Faucon gentleman détective (The Gay Falcon)
- 1942 : La Poupée brisée (The Big Street)
- 1942 : Le Faucon mène l'enquête (en) (A Date with the Falcon)
- 1946 : Crack-Up (en)
- 1947 : Deux sœurs vivaient en paix (The Bachelor and the Bobby-Soxe)
- 1948 : Vous qui avez vingt ans (Enchantment)
- 1948 : Ils étaient tous mes fils (All my Sons)
- 1949 : Chanson dans la nuit (Dancing in the Dark)
- 1949 : Roseanna McCoy
- 1951 : New Mexico (en)
- 1951 : Three Husbands
- 1952 : The Four Poster

### comme scénariste
- 1939 : Le Roi de Chinatown (King of Chinatown) de Nick Grinde

### comme directeur de la photographie
- 1922 : Too Much Business de Jess Robbins